# ASD Castel di Sangro cep 1953
ASD Castel di Sangro cep 1953 je italský fotbalový klub, sídlící ve městě Castel di Sangro. Klub byl založen v roce 1953 jako Polisportiva C.E.P. Castel di Sangro. Zlatý věk klubu nastal polovině 80. let 20. století. Klub koupil podnikatel Pietro Rezza. Od roku 1989 až do 2005 hrál klub mezi profesionály. V roce 2005 končí klub v bankrotu. Je založen klub nový a začínají hrát v regionální lize. V létě roku 2012 klub končí úplně. Momentálně ve městě Castel di Sangro hraje klub ASD Castel di Sangro cep 1953
Nejvyšší soutěž klub nikdy nehrál. Největší úspěch je hraní ve druhé lize. Hrál ji celkem v 2 sezonách (1996/97, 1997/98).

## Umístění v italské lize podle sezón
| Ročník  | Liga                       | Pořadí | Italský pohár |
| ------- | -------------------------- | ------ | ------------- |
| 2000/01 | Serie C1                   | 8      | nehráli       |
| 2001/02 | Serie C1                   | 14     | nehráli       |
| 2002/03 | Serie C2                   | 15     | nehráli       |
| 2003/04 | Serie C2                   | 16     | nehráli       |
| 2004/05 | Serie C2                   | 18     | nehráli       |
| 2005/06 | Promozione Abruzzo         | 2      | nehráli       |
| 2006/07 | Promozione Abruzzo         | 1      | nehráli       |
| 2007/08 | Eccellenza Abruzzo         | 9      | nehráli       |
| 2008/09 | Eccellenza Abruzzo         | 4      | nehráli       |
| 2009/10 | Eccellenza Abruzzo         | 4      | nehráli       |
| 2010/11 | Eccellenza Abruzzo         | 7      | nehráli       |
| 2011/12 | Eccellenza Abruzzo         | 17     | nehráli       |
| 2012/13 | Seconda Categoria Molisana | 10     | nehráli       |
| 2013/14 | Seconda Categoria Molisana | 10     | nehráli       |
| 2014/15 | Seconda Categoria Molisana | 5      | nehráli       |
| 2015/16 | Seconda Categoria Molisana | 6      | nehráli       |
| 2016/17 | Seconda Categoria Molisana | 3      | nehráli       |
| 2017/18 | Prima Categoria Molisana   | 4      | nehráli       |
| 2018/19 | Promozione Molise          | -      | -             |